# Ioan Sorin Apan
Ioan Sorin Apan (n. 11 mai 1957, Târgu Lăpuș – d. 4 august 2012, Brașov) a fost profesor și etnolog român, fiind pasionat încă din anii de liceu și studenție de descifrarea și înțelegerea ethosului și spiritualității religioase românești.
A pictat biserici și săli de clasă, a cântat la fluier și acordeon, a predat religia, concomitent cu fizica, a fost director de seminar teologic și, mai ales, a înființat Minisatul, un proiect prin care, alături de elevi, a dus  în toată lumea costumele populare vechi de sute de ani, colindele tradiționale, folclorul și mai ales a reușit să recupereze cultura tradițională a satului românesc.
A fost membru al Academiei Artelor Tradiționale din România și a susținut conferințe și evenimente culturale în străinătate despre tradiții, costume populare, arta încondeierii ouălor și icoane pe sticlă.

## Biografie

### Copilăria și studiile
S-a născut pe meleaguri maramureșene, în Târgu Lăpuș, într-o familie în care tatăl era judecător și mama învățătoare. A crescut la Baia Mare de la vârsta de 2 ani până la 10 ani, pentru ca din 1968 familia lui să se stabilească la Brașov. Mama sa i-a semănat de timpuriu în suflet muzica și apetitul cultural pentru Maramureș, păstrând vie dragostea pentru originile sale.
A absolvit Facultatea de Fizică București (1981), Teologia Ortodoxă din cadrul Universității „Lucian Blaga” din Sibiu (1997) și Secția de pictură bisericească a Facultății de Teologie din Cluj.
În 1984, a învățat tehnica picturii bizantine de la o pictoriță din București cu care a început să lucreze. Apoi a colaborat cu o fostă studentă a lui Corneliu Baba, absolventă a Facultății de Belle Arte din București. A pictat patru biserici, dintre care trei se află în zona secuimii: capela de la Spitalul de copii din Brașov, biserica parohiei Călimănel de la Toplița, o altă biserică din aceeași localitate și lăcașul de cult de la Ozun. A lucrat câte un an la fiecare, timp petrecut în post și rugăciune, dar însoțit de muzică.
Preocupat de spiritualitate din tinerețe, la recomandarea unui fizician și profesor, a petrecut în studenție o vacanță la mănăstirea Sihăstria unde slujea părintele Cleopa. Revine în mai multe rânduri aici, se gândește la călugărie, dar părintele Cleopa îl sfătuiește să încerce să fie de folos laicilor.
În copilărie a studiat la pian, acordeon, fluier și nai. De asemenea, știa să cânte la drâmbă și din solzi de pește.

## Activitatea profesională
În anul 1981 a absolvit facultatea și a fost repartizat la școala din comuna Bogdan Vodă, pe valea Izei, în Maramureș, unde a predat fizica doi ani și a intrat în contact cu spiritualitatea tradițională profană și mistică. Aici l-a cunoscut pe Ștefan Hrușcă, cu care s-a împrietenit și a rămas în amintirea localnicilor.
În județul Brașov a predat la Liceul Agricol din Prejmer unde a încercat o experiență didactică deosebită pentru acea vreme. Alături de un grup de elevi entuziași, a realizat transpuneri didactice pe pereții liceului, încercând să reliefeze esența fiecărui obiect de studiu. În anul 1984, a înființat un cerc extrașcolar numit Academia Platonică . În cadrul acestui cerc ținea un curs de istoria muzicii universale, a decorat biblioteca și mai multe laboratoare cu picturi tematice de fizică, istorie, medicină veterinară, cu citate din Evanghelie în latină și greacă, iar împreună cu elevii a pictat fundaluri de săli de clasă.
În 1987 a fost transferat la Colegiul „Nicolae Titulescu” din Brașov, unde a rămas ca profesor timp de un deceniu. A decorat liceul cu scheme didactice și a fondat un cerc de turism cultural și alpin, drumețind cu elevii și lăsând în urmă pe vârfurile de munte cruci cu icoane pictate. Împreună cu elevii din mai multe generații a străbătut toți Carpații. În fiecare vârf mai înalt de 1.800 metri au lăsat câte o cruce de lemn cu o icoană pictată de ei. Peste 20 de cruci au rămas mărturie a excursiilor profesorului Apan. Totodată, a continuat preocupările sale de antropologie culturală, educând tinerii în spiritul tradițiilor. Astfel, a reînviat obiceiul colindatului, a organizat vizite în Maramureș cu elevii și a colecționat costume tradiționale.
În anul 1997 se transferă la Colegiul Național „Andrei Șaguna” Brașov, liceu pe care l-a absolvit și el în 1976. Aici a transformat laboratorul de fizică într-un templu al fizicii, iar în 1998, alături de Nicoale Purcărea, a înființat Minisatul „Sfântul Andrei”, un proiect unic destinat îndeosebi adolescenților dornici să se familiarizeze cu tradițiile autohtone.
Cea mai mare realizare a sa a fost deschiderea Seminarului Teologic Ortodox „Dumitru Stăniloae” Brașov pentru care a bătut la ușile Ministerului Învățământului și a Mitropoliei din Sibiu timp de câțiva ani. A obținut înființarea, iar mai târziu, când a devenit director al seminarului în 2006 a obținut și finanțarea necesară pentru reabilitarea imobilului, care era într-o stare precară și a supravegheat cu mare atenție toate lucrările de reamenajare, timp de trei ani, pe tot parcursul duratei lor. Sălile de clasă și holul de la intrare sunt pictate cu scene biblice, seminarul dispune de atelier de pictură, sala de patrimoniu cultural, bibliotecă, săli multimedia, muzeul Dumitru Stăniloaie, completate de atelierul de practică liturgică, în fapt o bisericuță în miniatură, încorporată într-o sală la parter. În mansardă a amenajat sala de patrimoniu cultural unde a mutat Minisatul Sfântul Andrei, închis temporar în 2001. Aici a reconstituit o casă țărănească, „o casă în cer” după spusele sale, unde se află 120 de costume populare originale, lăzi de zestre, mobilier, unelte, vase, obiecte de podoabă și de cult, ouă încondeiate, majoritatea din colecția proprie.
În calitate de dascăl de fizică, iar apoi și de religie (din 1997), s-a dedicat în mod prioritar educării tinerelor vlăstare. În toate instituțiile de învățământ în cadrul cărora și-a desfășurat activitatea, Ioan Sorin Apan și-a pus amprenta educațională în cadrul atelierelor extrașcolare pe care le coordona, precum și cea artistică prin pictarea sălilor de clasă.
Datorită intensei sale activități de reînviere și promovare a tradițiilor, a fost ales membru al Academiei Artelor Tradiționale din România, forumul național al celor mai valoroși creatori populari din țara noastră, aleși de cei mai buni specialiști din domeniul etnologiei.
Profesor de fizică și religie, etnolog, folclorist, pictor de biserici, creator de artă populară, acordeonist, scriitor, Ioan Sorin Apan și-a dedicat viața tradițiilor și obieciurilor românesti.

### Minisatul Sfântul Andrei
În 1998, alături de creatorul popular Nicolae Purcărea, a înființat la Colegiul Național „Andrei Șaguna” un atelier unic de creativitate și spiritualitate tradițională românească, destinat îndeosebi adolescenților dornici să se familiarizeze cu tradițiile autohtone : Minisatul „Sfântul Andrei”. Aici a încercat să recupereze cultura tradițională rurală prin atelierele și cercurile de crestături în lemn, icoane pe sticlă și lemn, încondeiat ouă, ceramică și olărit, țesut la război, folclor, lecții de istorie, religie și sociologie, istoria artei, culturii și civilizației, reconstituind ceremoniale folclorice din zona Brașovului, precum și din alte zone etnofolclorice din țară.
Apan a inițiat și susținut anual colindatul brașovenilor de Crăciun, Anul Nou și de Sfintele Paști, nu de puține ori, membrii minisatului fiind văzuți colindând pe străzile Brașovului, îmbrăcați în costume populare românești, încântând trecătorii prin colinde și cântece populare. A participat cu membrii Minisatului la procesiunile de Sfânta Maria în Maramureș. Elevii au luat contact cu lumea satului, fiind familiarizați cu obiceiurile si traditiile de nuntă, șezătoare, Sânziene, seceriș și colindat. Cu sprijinul părintelui Galeriu, care le-a dat spațiu pentru repetiții și colindat în biserică, a înregistrat și editat un CD de colinde.

Profesorul Apan a presărat în inimile elevilor săi dorința de a cunoaște tradițiile și comorile folclorului românesc. „Puii minisatului” au încercat să păstreze vie amintirea profesorului și toată moștenirea lăsată. Astfel, ceata de colindători a Minisatului încheie an de an Serbarea de Crăciun a școlii și aduce bucuria marii sărbători în casele domnilor profesori.
„Îmi doresc ca împreună cu elevii cu care am colaborat, și pe care îi iubesc, să rămânem veșnic colindători.” — Ioan Sorin Apan
A participat cu elevii minisatului la Olimpiada Meșteșugurilor Tradiționale, câștigând Marele Premiu de șase ori. Adesea participanții la activitățile minisatului au avut șansa admiterii la facultăți de profil fără examen. Trei eleve de aici, sub coordonarea profesorului, au câștigat un prestigios premiu cu proiectul Icoana pe sticlă din Șcheii Brașovului – simbol identitar.
Cu ansamblul minisatului a fost în schimburi de experiență în Germania, Franța, Lituania, Polonia, Ungaria, Ucraina și în Republica Moldova. La Frankfurt pe Main, au dansat purtând costume populare în Sala Regilor Germaniei.
Minisatul a colaborat cu Muzeul Satului și Muzeul Țăranului Român, a fost selectat mereu și invitat de onoare permanent la ASTRA Film Festival și Caravana ASTRA Film și partener cu Institutul Cultural Român în promovarea tradițiilor românești peste hotare.

## Activitatea literară
Fascinat de tainele Mării Negre a încercat să demonstreze că a avut un rol important în dinamica culturii românești tradiționale fiind prezentă în texte de colindă.
A lansat două cărți, propunându-și să realizeze o trilogie, cea de-a treia carte fiind dedicată tainei Pământului pentru o cosmologie completă. Din păcate, cea de-a treia carte nu a mai apucat să vadă lumina tiparului. Cele două cărți apărute sunt :
- Taina Mării Negre : oceanografie și folclor ; Brașov : Editura Arania, 2003.
- Taina cerului : astronomie și folclor ; Brașov : Editura Orator, 2003.

## Moartea
A suferit de cancer și a decedat pe 4 august 2012 la vârsta de 55 de ani.
Pe ultimul drum a fost condus atât de personalități care l-au prețuit printre care Horia Roman Patapievici (a fost coleg de facultate și de armată cu Apan), Grigore Leșe, cât și de sute de tineri îmbrăcați în costume populare.
La înmormântare tinerii, îmbrăcați cu toții în veșminte populare, i-au cântat colinde ore în șir.